# Негівська сільська рада
| Негівська сільська рада — орган місцевого самоврядування у Калуському районі Івано-Франківської області з адміністративним центром у с. Негівці. Водоймища на території, підпорядкованій даній раді: річка Болохівка. Сільській раді підпорядковані населені пункти: - с. Негівці - с. Гуменів |

## Склад ради
Рада складається з 16 депутатів та голови.

### Керівний склад ради
| ПІБ                         | Основні відомості                                                                       | Дата обрання | Дата звільнення |
| --------------------------- | --------------------------------------------------------------------------------------- | ------------ | --------------- |
| Вагилевич Богдан Богданович | Сільський голова, 1960 року народження, освіта, член Конгресу Українських Націоналістів | 26.03.2006   | 31.10.2010      |
| Вагилевич Богдан Богданович | Сільський голова, 1960 року народження, освіта, член Конгресу Українських Націоналістів | 31.10.2010   |                 |

Примітка: таблиця складена за даними джерела